# Ебергард III (граф Вюртембергу)
Ебергард III М'який (нім. Eberhard III. der Milde; після 1362– 16 травня 1417) — 11-й граф Вюртембергу в 1392—1417 роках. Приєднав графство Монбельяр.

## Життєпис
Походив з Вюртемберзького дому. Син принца Ульріха Вюртемберзького і Єлизавети Віттельсбах (доньки імператора Людвіга IV). Народився десь після 1362 року в Штутгарті.
1380 року в м. Урах одружився з представницею міланської династії Вісконті. 1388 року в битві біля Деффінгену загинув його батько. Після смерті діда Ебергарда II успадкував усі родинні володіння.
Спрямував зусилля на дотримання миру з усіма сусідами, насамперед Швабськими імперськими містами. 1395 року уклав союз з 14 містами Верхньої Швабії. В тому ж році спільно з містами в битві біля Гаймсгайму було завдано поразки «Союзу Молоту», створеному швабськими імперськими лицарями. 1397 року завдяки шлюбу сина приєднав графство Монбеляр, де фактично правив до 1409 року.
1405 року після смерті дружини одружився вдруге. Того ж року увійшов до Марбахерського союзу, спрямованого проти Рупрехта I, короля Німеччини. До союзу доєдналися Йоганн II Нассау, архієпископ Майнцький, Бернгард I Церінген, маркграф Бадену, і 17 швабських міст. Король намагався протестувати проти цього союзу, але не мав сил для боротьби.
1407 року союз було розпущено, проте Ебергард III дотримувався неофіційного союзу з колишніми спільниками. Невдовзі приєднався до союзу прибережних міст у Боденського озера на чолі з абатством Сент-Гален. Допоміг проти міста Аппенцелль.
Помер 1417 року в Геппінгені. Йому спадкував син Ебергард IV.

## Родина
Дружина — Антонія, донька Бернабо Вісконті, сеньйора Мілану
Діти:
- Ебергард (1388—1419), 12-й граф Вюртембергу
- Ульріх (помер дитиною)
- Людвіг (помер дитиною)

2. Дружина — Єлизавета, донька Йоганна III Гогенцолерна, маркграфа Бранденбург-Кульмбаха і бургграфа Нюрнберга
Діти:
- Єлизавета (після 1412—1476), дружина Йоганна IV фон Верденберга